# Borsos tinóru
A borsos tinóru (Chalciporus piperatus) a tinórufélék családjába tartozó, lomb- és fenyőerdőkben termő, nem ehető gombafaj.

## Megjelenése
A borsos tinóru kalapja 2-5,5 cm átmérőjű, alakja félgömbös, majd domborúvá válik. Puha széle túlnő a csöves trámán. Felszíne szárazon nemezes, vizesen síkos és fényes, kissé tapadós. Színe a fahéjbarnástól a sötét bőrbarnásig terjed. Húsa vastag, puha; színe sárga (némi vörös beütéssel, vágásra nem változik). Szaga nem jellegzetes, íze égetően csípős.  
Termőrétege (trámája) csöves, a pórusok nagyok (1-2/mm), felkanyarodó vagy a tönkhöz nőtt. Színe narancsbarna, sárgásbarna vagy többé-kevésbé fahéjvörös. Kezdetben nehezen, később könnyen lefejthetők a kalap húsáról. 
Spórapora fahéjbarna. Spórái hosszúkásak, simák, méretük 8-11 x 4-5,5 µm. 
Tönkje 3-5 cm magas, 0,3-1 cm vastag. Alakja hengeres, de szinte mindig elgörbül. Színe sárgás kárminvöröses szálakkal, töve sárga.

### Hasonló fajok
Más tinórukkal, pl. a nyersen mérgező változékony tinóru kisebb példányaival lehet összetéveszteni.

## Elterjedése és termőhelye
Eurázsiában, Észak-Amerikában és Dél-Afrikában honos. Magyarországon nem ritka.
Savanyú talajú lomb- és fenyőerdőben található meg. Nyáron és ősszel terem. Lehetséges, hogy fenyőkkel és keményfákkal alkot gyökérkapcsoltságot, de egyes feltételezések szerint a légyölő galóca parazitája. 
Csípős íze miatt nem ehető.  

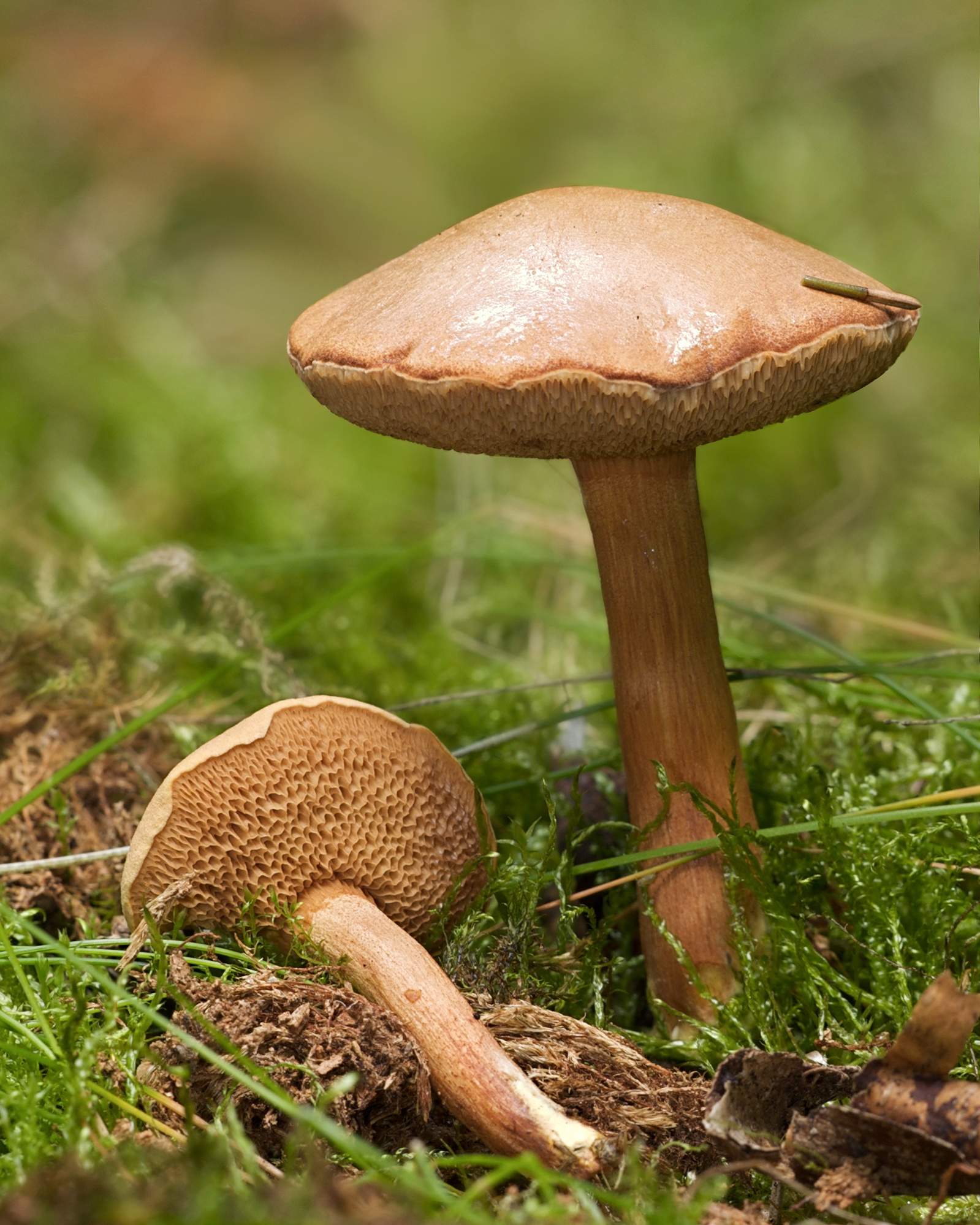
Borsos tinóru
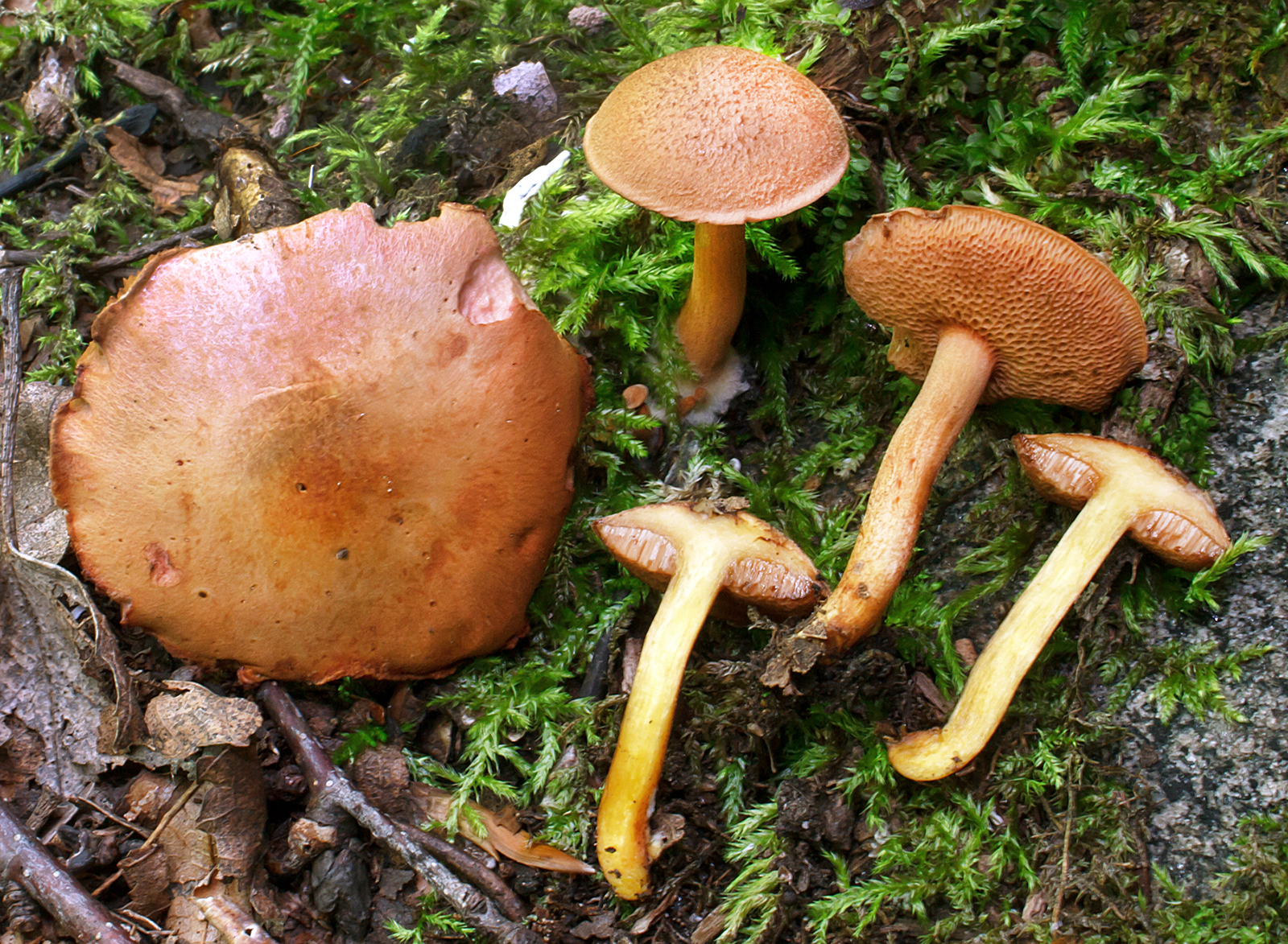
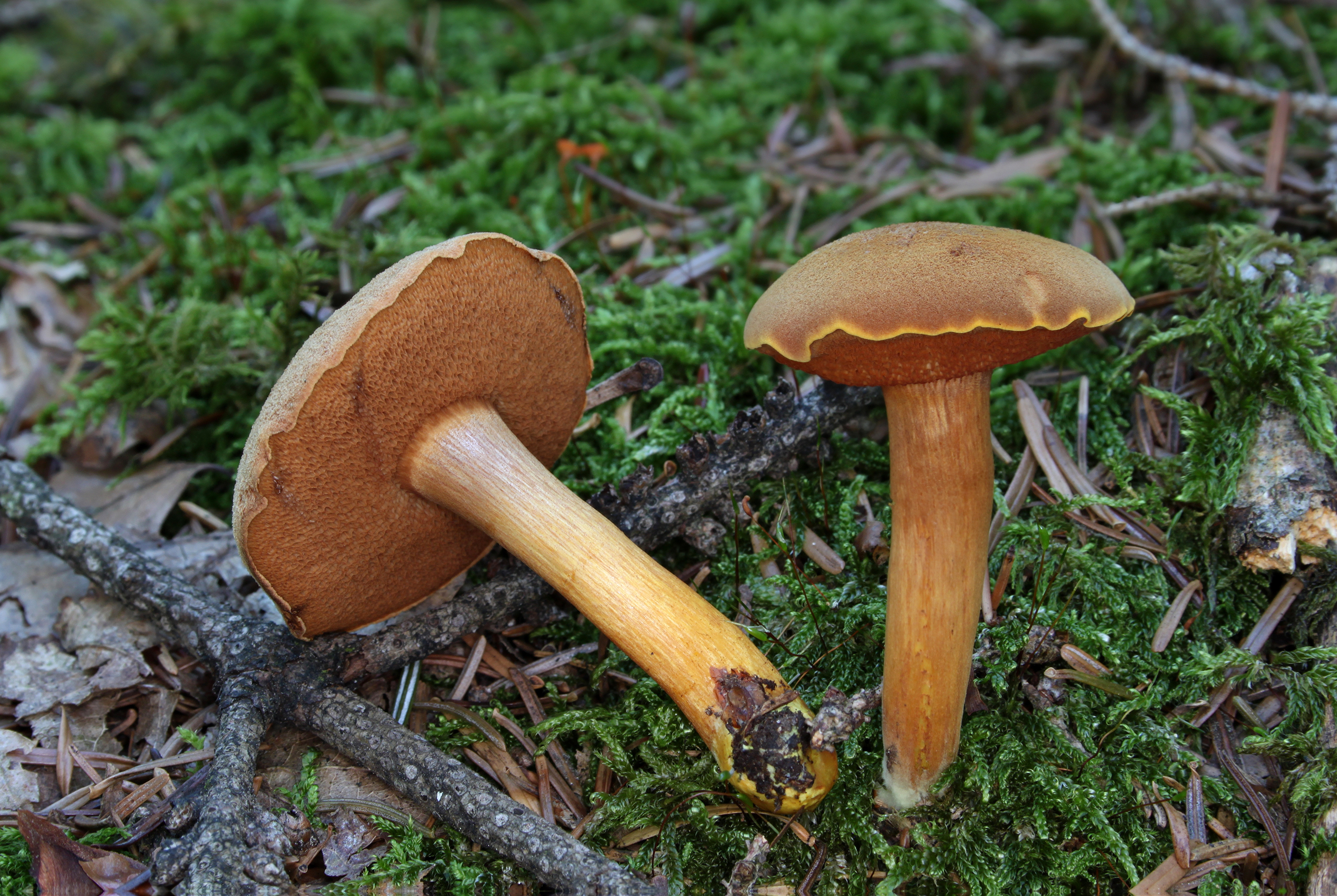
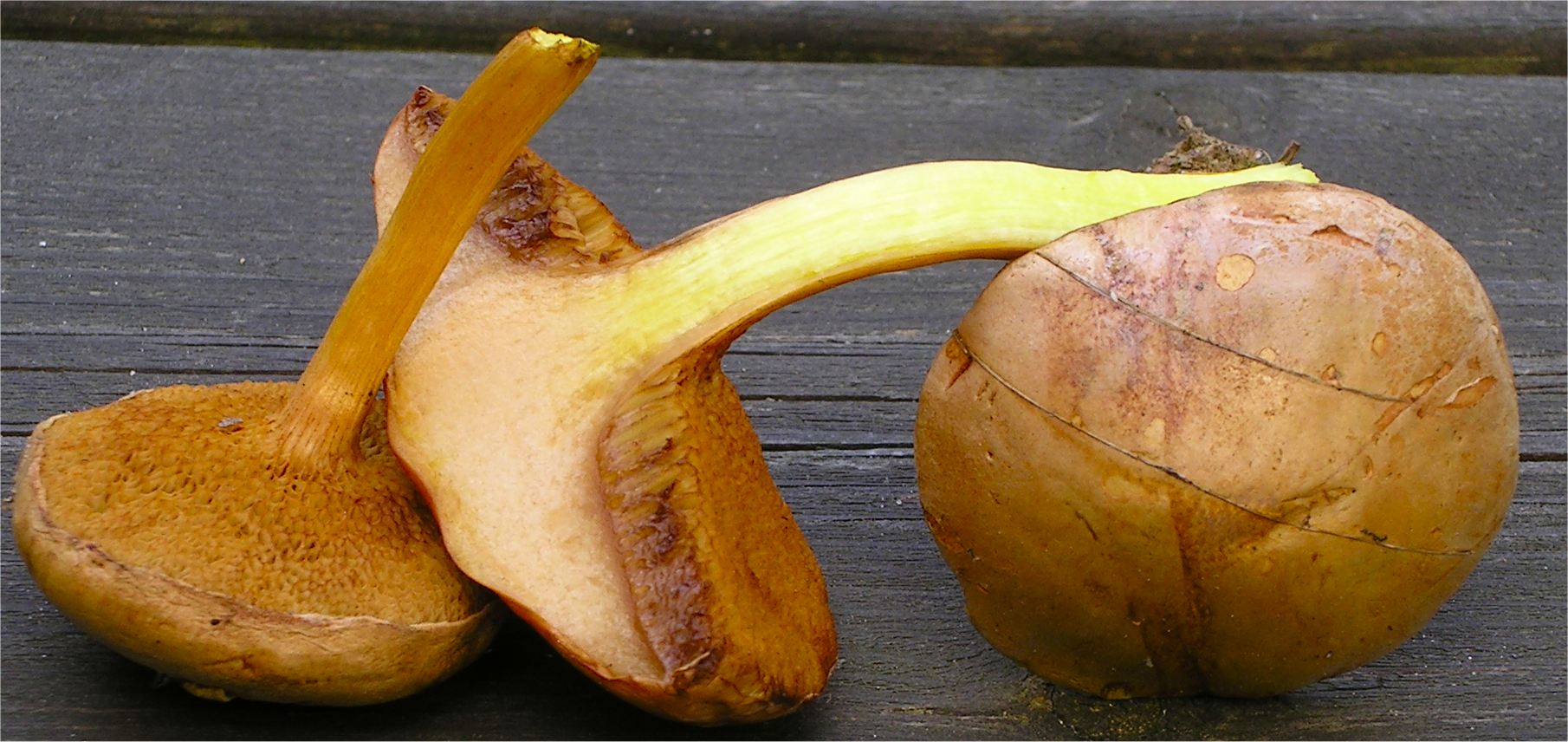
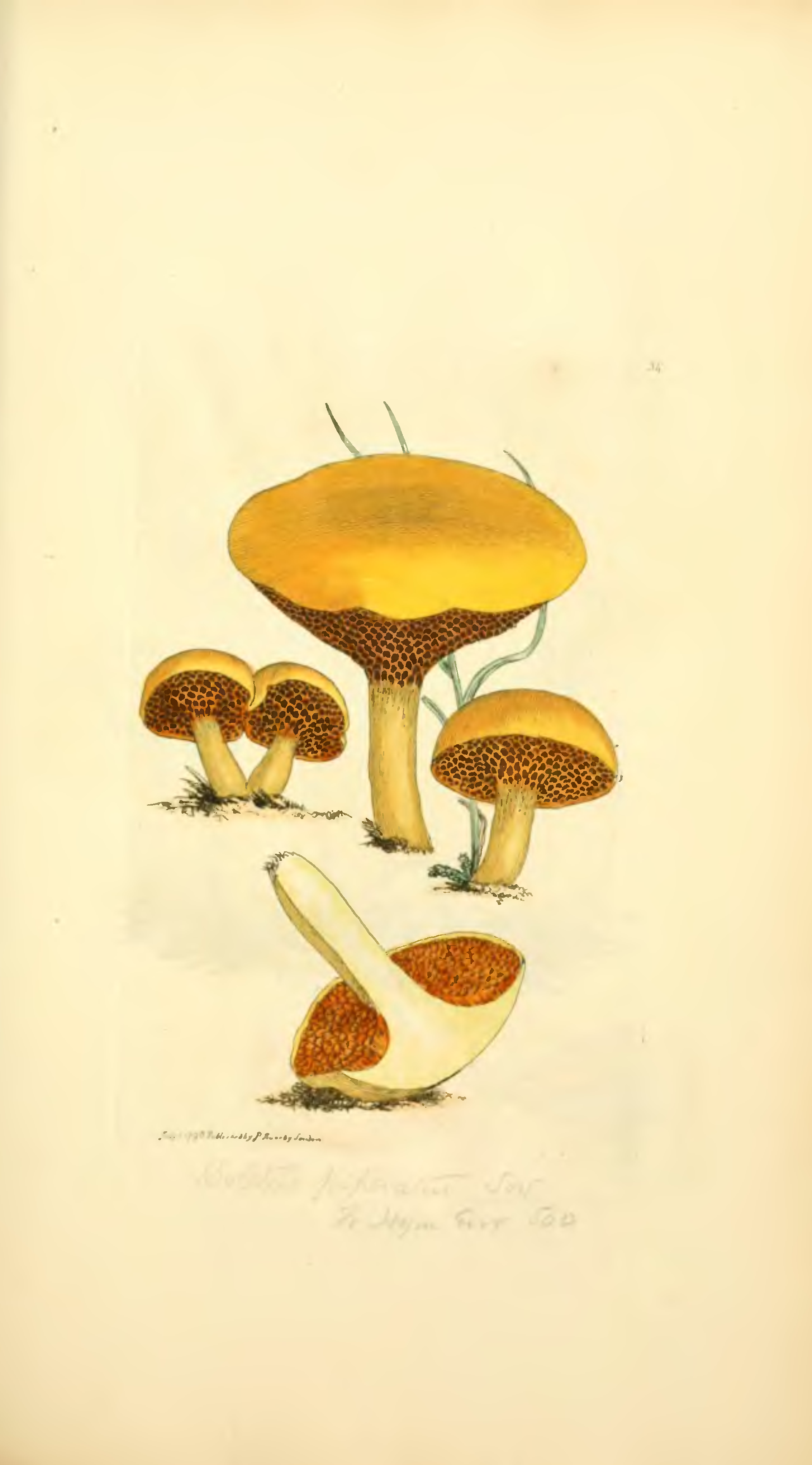
Ábrázolása egy brit gombakönyvben (1797)